# مارینا بربریان
مارینا بربریان (ارمنی: Մարինա Բերբերյան انگلیسی: Marina BerBeryan) یک مشاور مد، طراح لباس و مدل ارمنی‌تبار اهل ایالات متحده آمریکا است. او مؤسس یک کمپانی در زمینه مد است. وی در هالیوود، لس آنجلس سکونت دارد.

## زندگی‌نامه
بربریان در ۲۲ سپتامبر ۱۹۸۰ در ایروان از پدری ارمنی و مادری اوکراینی و متولد شد. او در ده سالگی به هالیوود مهاجرت کرد. او به همراه همسر و سه فرزندش در هالیوود زندگی می‌کند و به سه زبان روسی، انگلیسی و ارمنی مسلط است. کمپانی او مشاور مد رویدادهای بزرگی مثل فرش قرمز جایزه اسکار، جایزه گرمی و جشنواره بین‌المللی فیلم پام اسپرینگز بوده است.